# Хэндисайд, Уильям
Уильям Хэндисайд (англ. William Handyside; 1793 — 1850, Эдинбург) — британский шотландский инженер, работавший в России. 

## Биография
Родился в 1793 году в Эдинбурге в семье торговца. Был племянником инженера Чарльза Берда. Во время своего визита в Шотландию в 1810 году Берд, уже давно работавший в России, пригласил Уильяма, в то время архитектора-стажёра, стать его помощником в Санкт-Петербурге и квартировать в его доме. Вслед за Уильямом в Россию отправились и его братья.
Хэндисайд помогал Берду в проектировании подвесных мостов, паровых двигателей, сахарных заводов. Однако, наибольшею известность ему принесло сотрудничество с Огюстом Монферраном в ходе возведения Исаакиевского собора и Александровской колонны. По следам установки последней отправил в Британию научный отчёт под названием «О методах буксировки больших (каменных) монолитов». В Исаакиевском соборе Хэндисайд отвечал за проектирование несущих  конструкций огромного купола, что требовало ряда нетривиальных для того времени инженерных решений.
После смерти Берда в 1843 году Уильям и Эндрю Хэндисайд вернулись в Великобританию, хотя другие братья Хэндисайд остались в России. Вернувшись на родину обеспеченным человеком, Уильям в основном отошёл от активной деятельности, хотя принимал некоторое участие в работе  Эдинбургского института гражданских инженеров, членом которого он состоял с 1822 года.
С 1829 года был женат на Софии Гордон Буш и имел четверых детей.
Скончался в Эдинбурге в 1850 году.